# 8184 Luderic
8184 Luderic eller 1992 WL är en asteroid i huvudbältet som upptäcktes den 16 november 1992 av de båda japanska astronomerna Seiji Ueda och Hiroshi Kaneda i Kushiro. Den är uppkallad efter den franske astronomen Alain Maurys dotter Luderic Maury.
Asteroiden har en diameter på ungefär 12 kilometer och den tillhör asteroidgruppen Eos.